# FC Merani Martvili
El FC Merani Martvili (en georgiano: მერანი მარტვილი) es un club de fútbol con sede en Martvili, Georgia.
El club anteriormente se llamaba Salkhino Gegechkori (tiempos soviéticos), Chkondidi Martvili y Salkhino Martvili en las últimas temporadas.
En el 2010 llegó a las semifinales de la Copa de Georgia.

## Palmarés
- Liga 3: 1

2019